# Chandraniscus eastwardae
Chandraniscus eastwardae är en kräftdjursart som beskrevs av George 2004. Chandraniscus eastwardae ingår i släktet Chandraniscus och familjen Haploniscidae. Inga underarter finns listade i Catalogue of Life.